# کراوس‌مافای
کراوس‌مافای تولیدکننده آلمانی ماشین‌های قالب تزریق، ماشین‌آلات فناوری اکستروژن پلاستیک و ماشین‌آلات فرایند واکنش و لاستیک‌سازی است که در سال ۲۰۱۶ توسط کم‌چاینا خریداری شد. این شرکت پیش‌تر تولیدکننده لکوموتیو و تجهیزات دفاعی نیز بود که بخش لکوموتیو و دفاعی از این شرکت جدا شد و با وگمان ادغام گشت که اکنون کراوس‌مافای وگمان خوانده می‌شود.